# Шакин (хутор)
Шакин — хутор в Кумылженском районе Волгоградской области России. Административный центр Шакинского сельского поселения. Население 635 чел. (2010).

## География
Расположен в западной части региона, в лесостепи, в пределах Хопёрско-Бузулукской равнины, являющейся южным окончанием Окско-Донской низменности, на р. Раствердяевка. К северу от села пруд Сеничкин.
Абсолютная высота метров над уровнем моря.
Уличная сеть
состоит из 16 географических объектов:
- Переулок: Песчаный пер.
- Садовое товарищество: снт Водолей
- Улицы: ул. Восточная, ул. Есенина, ул. Заречная, ул. Казачья, ул. Кудиновская, ул. Лесная, ул. Маршала Жукова, ул. Мира, ул. Молодёжная, ул. Садовая, ул. Сельскохозяйственная, ул. Степная, ул. Центральная, ул. Шолохова.

## Население
| 2010 |
| ---- |
| 635  |

Гендерный состав
По данным Всероссийской переписи населения 2010 года в гендерной структуре населения из 635 человек мужчин — 297, женщин — 338 (46,8 и 53,2 % соответственно).
Национальный состав
Согласно результатам переписи 2002 года, в национальной структуре населения
русские составляли 96 % из общей численности населения в 768 чел..

## Инфраструктура
МКОУ Шакинская СОШ.
Было развито лесное хозяйство, в 1960-1980 действовали: сельхозпредприятие (3-е отделение совхоза Подтелковский), лесхоз, кирпичный завод, гончарная мастерская, пустовальня, строительные организации, две кузницы, комбинат бытового обслуживания, восьмилетняя школа, библиотека, два клуба, столовая, небольшая гостиница, четыре магазина.

## Транспорт
Через хутор проходит автодорога регионального значения  «Жирновск — Рудня — Вязовка — Михайловка — Кумылженская — Вешенская (Ростовская область)» (в границах территории Волгоградской области) " (идентификационный номер 18 ОП РЗ 18К-5) (Постановление Администрации Волгоградской обл. от 24.05.2010 N 231-п (ред. от 26.02.2018) «Об утверждении Перечня автомобильных дорог общего пользования регионального или межмуниципального значения Волгоградской области»).
Просёлочные дороги.